# Jean-Pierre Fabre

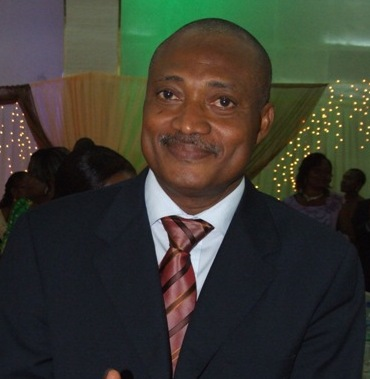
Jean-Pierre Fabre

Jean-Pierre Fabre (ur. 2 czerwca 1952 w Lomé) – togijski polityk, sekretarz generalny Unii Sił Zmiany (UFC), kandydat w wyborach prezydenckich w 2010.

## Życiorys
Jean-Pierre Fabre urodził się 2 czerwca 1952 w Lomé. Zajmuje stanowisko sekretarza generalnego Unii Sił Zmiany (UFC, Union des Forces du Changement), największej partii opozycyjnej w Togo. 15 stycznia 2010 UFC został nominowany kandydatem tej partii w wyborach prezydenckich w 2010. Wybór Fabre miał charakter zastępczy ponieważ już w lipcu 2008 kandydatem UFC został wybrany jej lider, Gilchrist Olympio. Jednak z powodów zdrowotnych nie mógł on opuścić Stanów Zjednoczonych, gdzie przechodził leczenie i dostarczyć do komisji wyborczej wymaganego przez prawo zaświadczenia lekarskiego. W tej sytuacji, w ostatnim dniu zgłaszania kandydatów, UFC zdecydowała się na wybór kandydatury Fabre.
Według oficjalnych wyników wyborów przeprowadzonych 4 marca 2010, zajął w nich drugie miejsce, zdobywając 33,94% głosów i przegrywając z urzędującym prezydentem Faure Gnassingbé (60,92%). Natychmiast odrzucił wyniki i oskarżył komisję wyborczą o fałszerstwa. Nie uznał, jak określił „tzw. zwycięstwa Gnassingbé” i zapowiedział walkę w obronie własnej wygranej. Tego samego dnia w Lomé doszło do pierwszych protestów zwolenników opozycji. Kilkaset osób zostało rozpędzonych przez służby bezpieczeństwa przy użyciu gazu łzawiącego. 7 marca 2010 stanął na czele demonstracji kilkuset jego zwolenników w stolicy. Stwierdził, że nawet „gotów jest zginąć”. Protest został jednak stłumiony przez służby porządkowe, a demonstranci schronili się w siedzibie UFC. Aresztowanych zostało kilkanaście osób, a na ulicach rozlokowane dostały dodatkowe siły policji. W następnych dniach w stolicy odbywały się kolejne protesty, tłumione siłą przez służby bezpieczeństwa.